# Stasimopus qumbu
Stasimopus qumbu là một loài nhện trong họ Ctenizidae. S. qumbu được miêu tả năm 1913 bởi J. Hewitt.